# Encentrum gibbosum
Encentrum gibbosum är en hjuldjursart som beskrevs av Wulfert 1936. Encentrum gibbosum ingår i släktet Encentrum, och familjen Dicranophoridae. Inga underarter finns listade.